# Heinrich Steffen
Heinrich Johann Christoph Steffen (* 5. August 1833 in Tanne; † 8. Dezember 1909 in Hildesheim) war ein deutscher Schauspieler, Regisseur und Theaterdirektor.

## Leben
Heinrich Steffen wurde als Sohn des Hammerschmiedemeisters Christian Steffen in Tanne geboren. Von August 1840 bis März 1848 besuchte Steffen die dreiklassige Volksschule in Tanne. Nach seiner Konfirmation war er als Köhlerjunge in den herzoglichen Forsten tätig. Ab Mai 1850 wurde er Lehrling in der Tanner Eisenhütte.
In der Zeit als Lehrling wurde sein schauspielerisches Talent entdeckt und er ging 1853 nach Braunschweig. Dort wurde er Volontär am Herzoglichen Theater unter der Leitung von Carl Schultes. Nach kurzer Ausbildung schloss er sich einer Gruppe von Theaterschauspielern an und ging auf eine Rundreise durch die Theater Deutschlands. Diese Reise führte ihn nach Königsberg, Puttbus, Dessau, Leipzig, Glauchau, Dresden und Berlin. In Dresden war Steffen ab 1872 als Regisseur tätig. Verheiratet war Steffen ab 1870 mit der Schauspielerin Maria Wohlbrück (geb. 21. April 1844 in Insterburg, gest. 17. Oktober 1889 in Osnabrück).
Am 16. September 1876 übernahm Steffen den ersten Posten eines Theaterdirektors in Paderborn. Im Dezember 1876 wurde Steffen an das Stadttheater in Münster berufen. Unter seiner Leitung blühte das Theater auf. 1877 wurde er schließlich auch fürstlicher Theaterdirektor in Detmold und Leiter des Kurtheaters in Bad Pyrmont. Die Leitung der Theater in Detmold, Münster und Bad Pyrmont hatte Steffen bis zum Frühjahr 1892 inne.
Dann trat er in den Ruhestand und starb 1909 in Hildesheim.

## Künstlerisches Wirken
An den von Steffen geleiteten Theatern traten die besten und bekanntesten Schauspieler Deutschlands auf. Als Regisseur feierte er Erfolge bei der Inszenierung von Opern und Lustspielen. Im März 1873 hatte Steffen am Theater in Dessau ein Treffen mit Richard Wagner. Dieses Treffen beschrieb Steffen später als „den großartigsten Moment“ seines Lebens. Sein Leben war dadurch geprägt, dass er, obwohl aus einfachen Verhältnissen stammend und ohne jegliche schauspielerische Grundausbildung, bis zu einem überregional bekannten Theaterdirektor des 19. Jahrhunderts aufstieg.

## Veröffentlichung
- Heinrich Steffen: Vom Köhlerbub zum fürstlichen Theaterdirektor. Erinnerungen aus meinem 40-jährigen Bühnenleben. Benno Goeritz, Braunschweig 1904